# 張延祚
張延祚（1599年—1649年），字仲胤，山東青州府莒州人，明朝、南明政治人物。

## 生平
張延祚是崇禎九年（1636年）山東鄉試舉人，崇禎十三年（1640年）成進士，獲授直隸廣平府推官，三年內不受請託，上級本來以循良入薦；適逢廣平有豪強橫行不法，入獄後逃脫去，因此令他遭中傷，其後朝廷得知他清正執法，只將他調任永平府。尚未到任，李自成已入侵朝廷，十七年（1644年）三月北京失陷，他得知後發誓殉國，顧念母親在家，弟弟張延嗣在壬午年殉難，決定回家探望，到五月才抵步。
弘光年間，張延祚奉母親到淮上，史可法薦任為職方主事，和朱芾煌、吳國琦、劉若宜、徐天麟、姜一學、周祚新、張印中、吳亮明、潘自得、王健、賀燕徵、黃衷赤、張大賡、姚孫棐、金邦柱、黃泰來、黃鍾斗、李長似、張拱端、徐肇森、荊廷實、許士健、劉星耀、陳璧、董念陛在兵部共事；南京失陷後推卻清朝催促任命，在東莞村隱居，稱「東莞隱君」，四年後（1649年）去世，年五十一歲。他年少有異慧，勤學用功，經史子集一概通曉，著作都在戰亂燒燬。